# Victor Vernicos
Victor Vernicos Jørgensen (Grec: Βίκτορ Βερνίκος Γιούργκενσεν; Atenes, 23 d'octubre del 2006) és un cantautor grecodanès.

## Biografia
Va néixer d'una mare grega i un pare danès. Des de petit, estava interessat en la música. A quatre anys, va començar amb classes de piano, a vuit anys amb classes de cant i a deu anys amb classes de guitarra. Escriu i produeix les seves cançons. El 2020 va publicar el seu primer senzill, Apart.
El gener del 2023 va ser seleccionat internament per ERT, la corporació de ràdio i televisió pública de Grècia, per representar Grècia en el Festival de la Cançó d'Eurovisió 2023, que se celebrarà en la ciutat britànica de Liverpool. Cantarà la cançó What They Say, que va escriure a 14 anys, durant un període difícil en la seva vida.